# Église Saint-Blaise de Calenzana
L'église Saint-Blaise est une église catholique située à Calenzana, dans le département de la Haute-Corse en France.

## Localisation
L'église paroissiale Saint-Blaise (San Biasgiu) est située sur la commune de Calenzana, au cœur même du village.
Lieu de culte catholique, c'est une église paroissiale relevant du diocèse d'Ajaccio. 

## Histoire

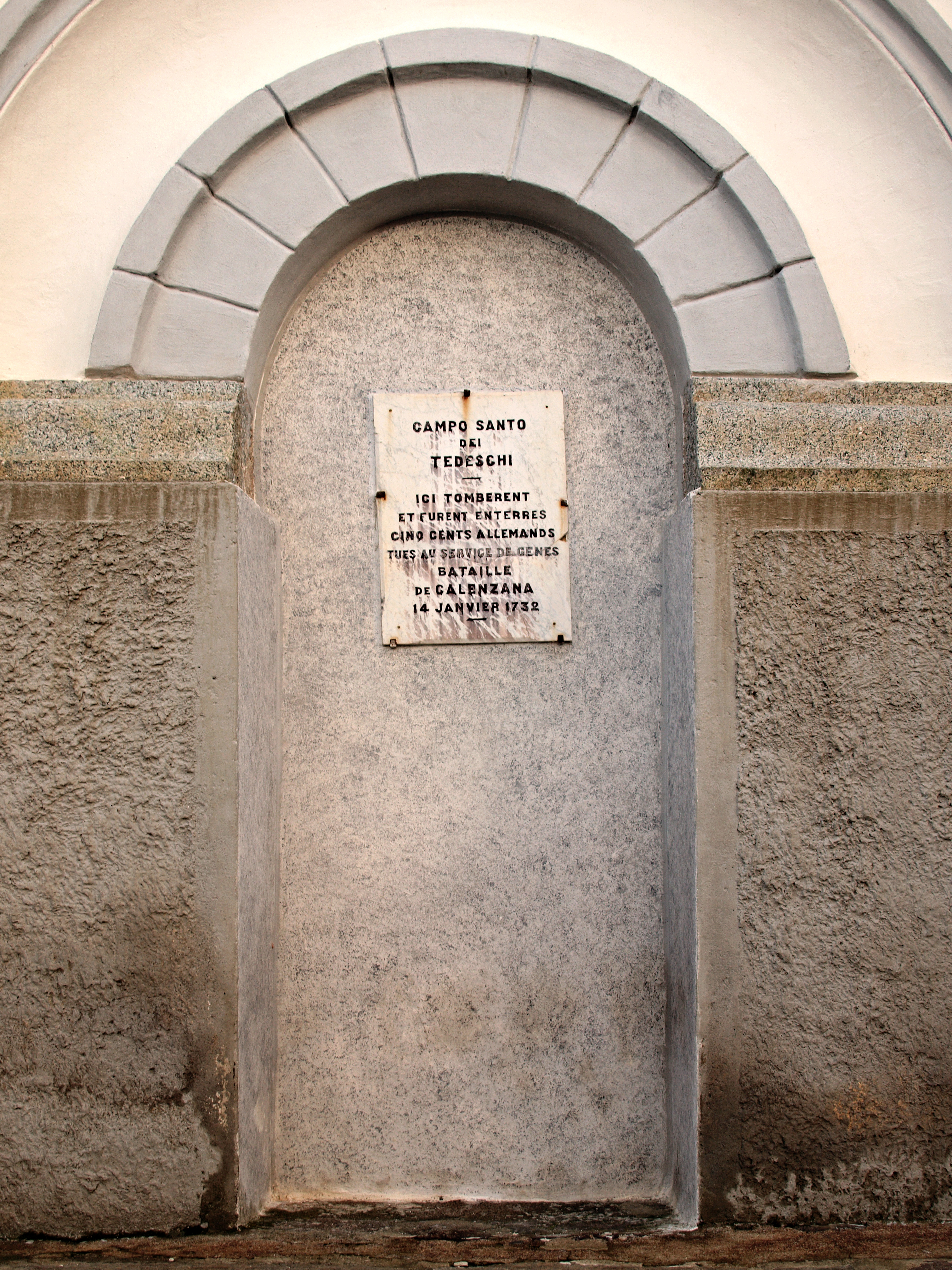
Campanile de Saint-Blaise.

L'église Saint-Blaise est un édifice de style « baroque italien » importé en Corse, construit entre les XVIIe siècle et XVIIIe siècle sur un sanctuaire roman du XIIe siècle.
Elle est une ancienne collégiale de chanoines autorisée en 1752 par le pape Benoît XV. Supprimée en 1790, la collégiale avait été rétablie en 1794. Elle disparaît au XIXe siècle.
En janvier 1732, le colonel De Vins débarque à Calvi avec 600 soldats d'élite. Le 14 janvier de la même année, il tente d'occuper Calenzana. Il sera défait par la population locale renforcée par le général Giafferi et des troupes de patriotes corses. Une plaque commémorative est apposée au pied du campanile de l'église Saint-Blaise.

## Architecture

### Plan
Elle est un des deux édifices à trois nefs de Corse, avec celui de La Porta en Castagniccia.
L'édifice possède un plan à trois vaisseaux : une nef centrale et deux bas-côtés. Le maître-autel dans le chœur est séparé de la nef par une balustrade. Deux autels secondaires sont installés à l'extrémité orientale des bas-côtés, sous les coupoles. Trois portails sont percés dans la façade occidentale.

### Façades
L:église est bâtie entre 1691 et 1707 sur les plans de l'architecte milanais Domenico Baïana.
Sa façade principale (ou occidentale) présente les décors les plus somptueux, les autres étant uniformes, sans ornements, simplement crépies. Elle est symétrique, conçue sur deux étages séparés par une imposante corniche, surmontés par un fronton triangulaire. Chaque étage est percé de deux niches, orné de pilastres à chapiteaux corinthiens. La façade est percée de trois portes à deux vantaux, et d'une baie rectangulaire à l'étage supérieur. Des peintures en trompe-l'œil décorent les portes.

### Clocher

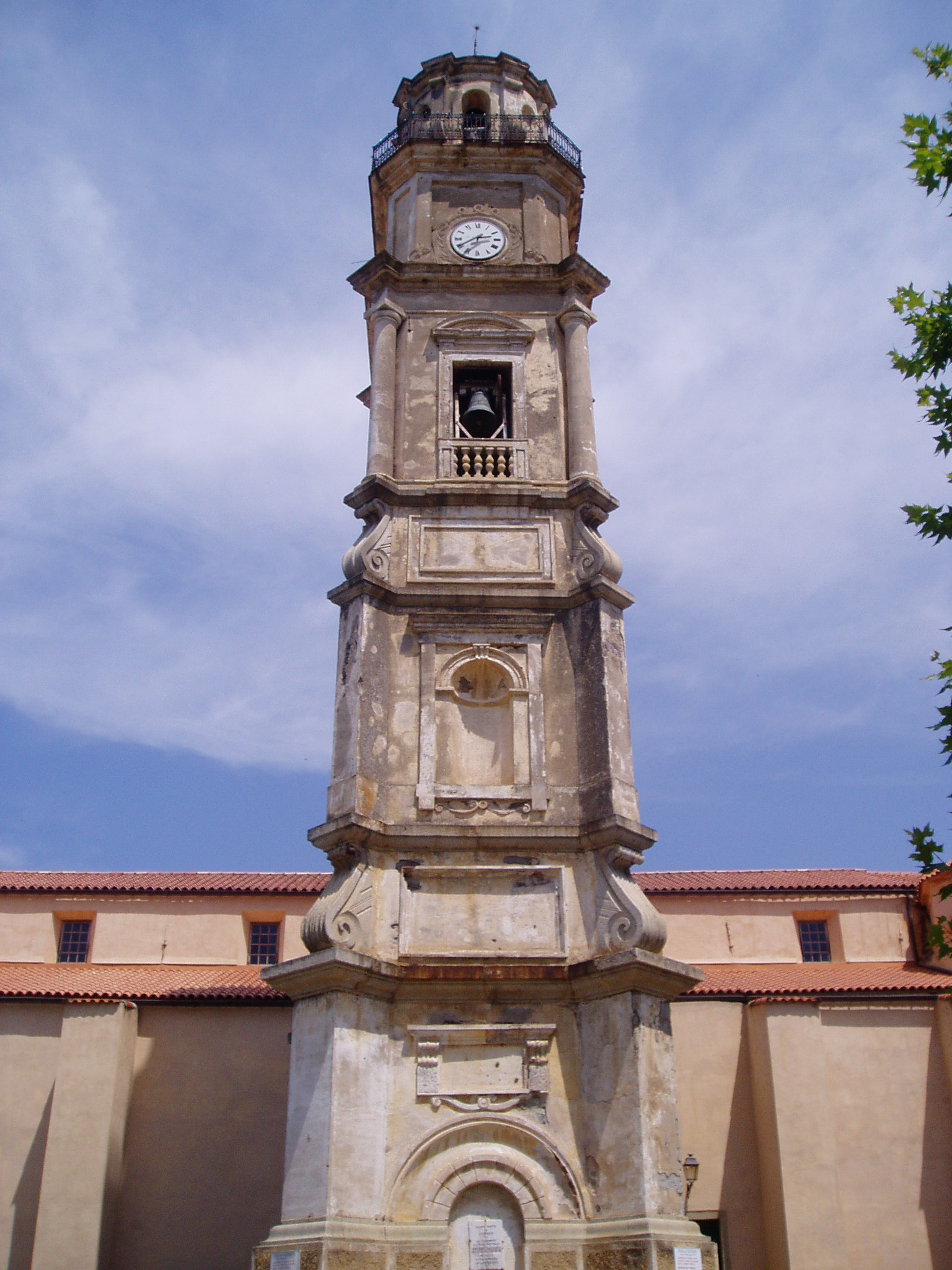
Campanile.

Elle est dotée d'une tour clocher à quatre étages, édifiée entre 1870 et 1875, nettement isolée de l'église, de l'architecte bastiais Guasco. Tout comme l'église de La Porta, son campanile est une tour isolée. Les deux tours clochers sont de même hauteur et les seules construites dans ce style.
Au pied du campanile est apposée une plaque de marbre sur laquelle est gravé : « Campo santo dei Tedeschi - Ici tombèrent et furent enterrés 500 Allemands tués au service de Gênes - Bataille de Calenzana, 14 janvier 1732 ».

### Intérieur
L'intérieur de la collégiale est richement décoré. La nef centrale est surmontée d'une voûte ornée de fresques peintes en 1722 par Bernardino Pardini. Les nefs latérales sur lesquelles s'ouvrent des autels surmontés de grands retables, se terminent par deux absidioles couvertes de hautes coupoles ornées de stucs. La coupole de la nef latérale de gauche a été décorée par le peintre Cantinelli en 1880. 

## Patrimoine

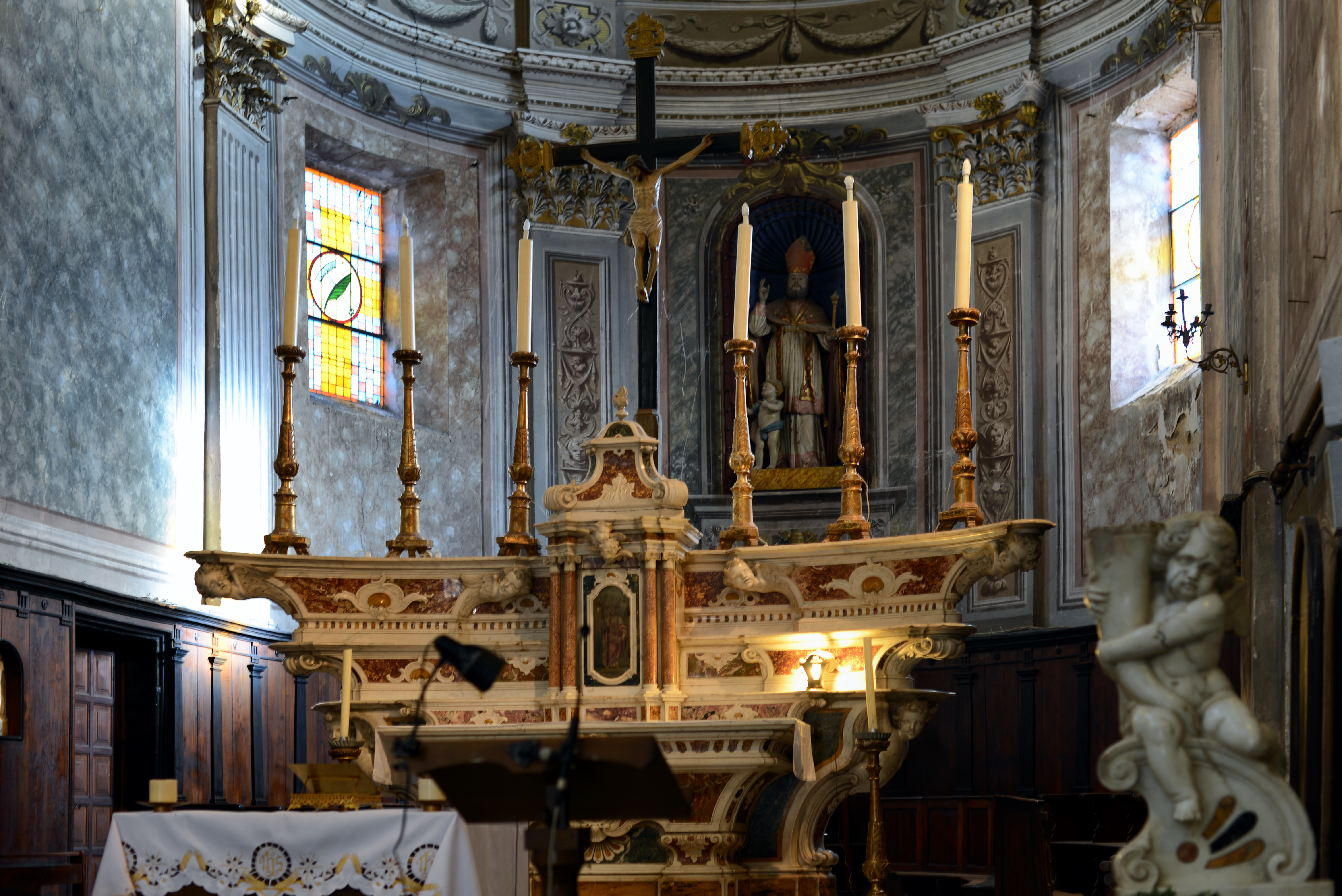
Le maître-autel.

L'ensemble « église Saint-Blaise et campanile » a été classé au titre des monuments historiques en 1981.
La collégiale renferme de nombreuses œuvres, propriétés de la commune, classées aux Monuments historiques :
- un orgue de tribune du XVIIIe siècle, provenant de l'ancien couvent d'Alziprato Zilia. Il est l'œuvre de Saladini Anton Pietro et de Ferrari Antonio, facteurs d'orgues. Seule la partie instrumentale de l'orgue est classée par arrêté du 20 septembre 1995[3] ;
- un orgue de tribune (partie instrumentale de l'orgue) du XVIIIe siècle, classé par arrêté du 20 septembre 1995[4] ;
- une plaque funéraire en marbre blanc de Martin Guidoni Bianconi, médecin de Pie VI et de Jacques III d'Angleterre, mort en 1810, classée par arrêté du 16 mars 1908[5] ;
- une plaque funéraire de Joseph M. Massoni, évêque de Sagone en marbre, du XVIIIe siècle, classée par arrêté du 16 mars 1908[6] ;
- un maître-autel et un tabernacle en marbre du XVIIe siècle, classé par arrêté du 16 mars 1908[7] ;
- une clôture de chœur (balustrade) en marbre du XIXe siècle classée par arrêté du 11 juin 1992[8] ;
- un bénitier en marbre blanc du XVIIe siècle, classé par arrêté du 16 mars 1908[9] ;
- un tableau La Dernière Cène du XVIIIe siècle, classée par arrêté du 24 juillet 2002[10] ;
- deux tableaux Le Jugement dernier ou la résurrection des morts et Vierge à l'Enfant avec saint Laurent Justinien et saint Jérôme, peintures à l'huile sur toile du XVIIIe siècle, classés par arrêté du 26 juin 1990[11],[12] ;
- une statuette Vierge à l'Enfant en bois du XVIIe siècle classée par arrêté du 16 mars 1908[13] ;
- une statue de Sainte Réparate en bois polychrome du XVIIIe siècle, classée par arrêté du 31 décembre 1971[14]. Cette statue de la sainte martyre Restituta est portée en procession à l'occasion de la fête annuelle célébrée au mois de mai.
- une statue de saint Antoine en bois polychrome du XVIIIe siècle, classée par arrêté du 30 décembre 1988[15] ;
- une statue du Christ en Croix en bois polychrome du XVIIIe siècle, classée par arrêté du 30 décembre 1988[16]. Ce Christ ornait le maître-autel de la chapelle de la Confrérie Sainte-Croix.
- une statue du Christ en Croix en bois polychrome du XVIIe siècle, classée par arrêté du 30 décembre 1988[17] ;
- un autel latéral marbre polychrome du XVIIe siècle, classé par arrêté du 9 février 1995[18] ;
- trois retables, tableau La mort de saint Joseph du début XIXe siècle, tableau Le Couronnement de la Vierge et tableau Les Âmes du Purgatoire, tous deux du XVIIIe siècle, en stuc sur toile, classés par arrêté du 5 octobre 1989[19],[20],[21] ;
- calice et patène en argent doré du XVIIe siècle classés par arrêté du 11 juin 1992[22] ;
- trois reliquaires en argent repoussé du XVIIIe siècle, classés par arrêté du 11 juin 1992[23] ;
- un tabernacle en bois doré du XVIIIe siècle, classé par arrêté du 23 octobre 1989[24].